# Sistema immunitari artificial
En intel·ligència artificial, els sistemes immunitaris artificials (AIS) són una classe de sistemes d'aprenentatge automàtic basats en regles i intel·ligents computacionalment inspirats en els principis i processos del sistema immunitari dels vertebrats. Els algorismes es modelen normalment a partir de les característiques d'aprenentatge i memòria del sistema immunitari per utilitzar-los en la resolució de problemes.

## Definició
El camp dels sistemes immunitaris artificials (AIS) s'ocupa d'abstraure l'estructura i la funció del sistema immunitari als sistemes computacionals i investigar l'aplicació d'aquests sistemes per resoldre problemes computacionals des de les matemàtiques, l'enginyeria i la tecnologia de la informació. AIS és un subcamp de la informàtica d'inspiració biològica i la computació natural, amb interessos en l'aprenentatge automàtic i pertanyent al camp més ampli de la intel·ligència artificial.
«Els sistemes immunitaris artificials (AIS) són sistemes adaptatius, inspirats en la immunologia teòrica i les funcions, principis i models immunes observats, que s'apliquen a la resolució de problemes.»
L'AIS és diferent de la immunologia computacional i la biologia teòrica que s'ocupen de simular la immunologia mitjançant models computacionals i matemàtics per entendre millor el sistema immunitari, tot i que aquests models van iniciar el camp de l'AIS i continuen oferint un terreny fèrtil per a la inspiració. Finalment, el camp de l'AIS no s'ocupa de la investigació del sistema immunitari com a substrat per a la computació, a diferència d'altres camps com la computació d'ADN.

## Història
L'AIS va sorgir a mitjans de la dècada de 1980 amb articles escrits per Farmer, Packard i Perelson (1986) i Bersini i Varela (1990) sobre xarxes immunes. No obstant això, va ser només a mitjans dels anys 90 que AIS es va convertir en un camp per dret propi. Forrest et al. (sobre selecció negativa) i Kephart et al. va publicar els seus primers articles sobre AIS l'any 1994, i Dasgupta va realitzar estudis amplis sobre algorismes de selecció negativa. Hunt i Cooke van començar els treballs sobre els models de la xarxa immune el 1995; Timmis i Neal van continuar amb aquest treball i van fer algunes millores. El treball de De Castro & Von Zuben i Nicosia & Cutello (sobre la selecció clonal) es va fer notable l'any 2002. El primer llibre sobre sistemes immunitaris artificials va ser editat per Dasgupta el 1999.

## Tècniques
Les tècniques comunes s'inspiren en teories immunològiques específiques que expliquen la funció i el comportament del sistema immunitari adaptatiu dels mamífers.
- Algorisme de selecció clonal: una classe d'algorismes inspirats en la teoria de la selecció clonal de la immunitat adquirida que explica com els limfòcits B i T milloren la seva resposta als antígens al llarg del temps anomenada maduració per afinitat. Aquests algorismes se centren en els atributs darwinians de la teoria on la selecció s'inspira en l'afinitat de les interaccions antigen-anticossos, la reproducció s'inspira en la divisió cel·lular i la variació s'inspira en la hipermutació somàtica. Els algorismes de selecció clonal s'apliquen amb més freqüència als dominis d'optimització i reconeixement de patrons, alguns dels quals s'assemblen a l'escalada paral·lela i l'algorisme genètic sense l'operador de recombinació.[5]
- Algorisme de selecció negativa: Inspirat en els processos de selecció positius i negatius que es produeixen durant la maduració de les cèl·lules T al tim anomenats tolerància a les cèl·lules T. La selecció negativa es refereix a la identificació i supressió (apoptosi) de cèl·lules que reaccionen automàticament, és a dir, cèl·lules T que poden seleccionar i atacar els teixits propis. Aquesta classe d'algorismes s'utilitzen normalment per a dominis de problemes de classificació i reconeixement de patrons on l'espai del problema es modela en el complement del coneixement disponible. Per exemple, en el cas d'un domini de detecció d'anomalies, l'algorisme prepara un conjunt de detectors de patrons exemplars entrenats en patrons normals (no anòmals) que modelen i detecten patrons no vists o anòmals.
- Algorismes de xarxa immune: algorismes inspirats en la teoria de la xarxa idiotípica proposada per Niels Kaj Jerne que descriu la regulació del sistema immunitari mitjançant anticossos antiidiotípics (anticossos que seleccionen altres anticossos). Aquesta classe d'algorismes se centren en les estructures de gràfics de xarxa implicades on els anticossos (o cèl·lules productores d'anticossos) representen els nodes i l'algorisme d'entrenament implica el creixement o la poda de les vores entre els nodes en funció de l'afinitat (similitud en l'espai de representació dels problemes). Els algorismes de xarxes immunes s'han utilitzat en els dominis de clúster, visualització de dades, control i optimització, i comparteixen propietats amb xarxes neuronals artificials.[6]
- Algorismes de cèl·lules dendrítiques: l'algorisme de cèl·lules dendrítiques (DCA) és un exemple d'algorisme d'inspiració immune desenvolupat mitjançant un enfocament multiescala. Aquest algorisme es basa en un model abstracte de cèl·lules dendrítiques (DC). El DCA s'abstraeix i s'implementa mitjançant un procés d'examen i modelatge de diversos aspectes de la funció de DC, des de les xarxes moleculars presents a la cèl·lula fins al comportament que presenta una població de cèl·lules en el seu conjunt. Dins del DCA la informació es granula en diferents capes, aconseguida mitjançant un processament multiescala.[7]